# Fomkino (obwód wołogodzki)
Fomkino (ros. Фомкино) – wieś w Rosji, w rejonie wołogodzkim obwodu wołogodzkiego. W 2010 r. liczyła 5 mieszkańców.